# Die Geschichte der zweiten Dame, der mit den Schlagspuren

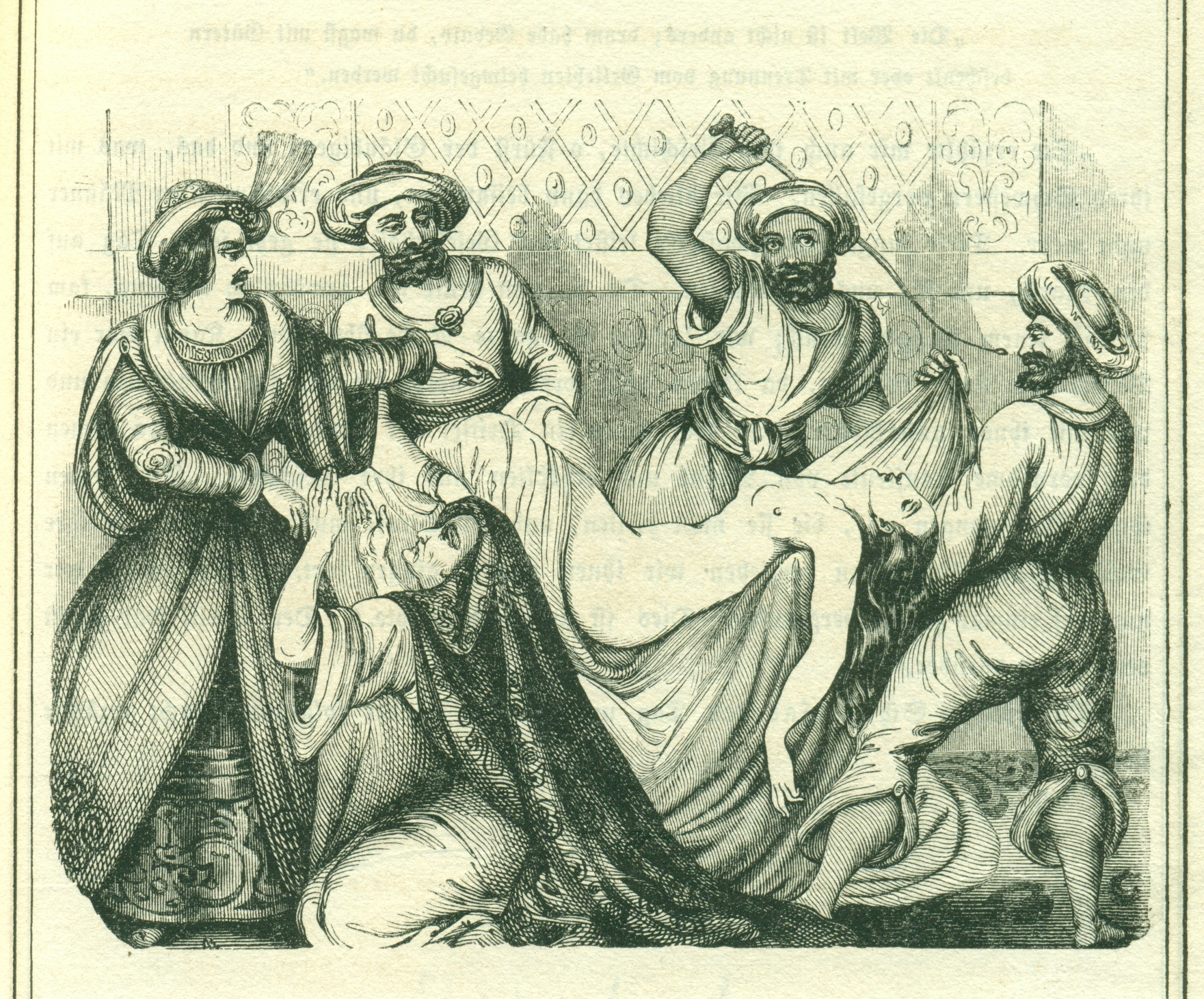
Holzschnitt von Friedrich Gross

Die Geschichte der zweiten Dame, der mit den Schlagspuren ist ein Märchen aus Tausendundeine Nacht. Es steht in Claudia Otts Übersetzung als Die Geschichte der zweiten Dame, der mit den Schlagspuren (Nacht 67–69), bei Gustav Weil als Geschichte des zweiten Mädchens.

## Inhalt
Die Dame erzählt, wie sie vom Erbe ihres Vaters und ihres Mannes als bekannte Schneiderin lebt, bis eine hässliche Alte sie zu einer Hochzeit bittet. Dort nimmt sie gleich ein schöner junger Mann zur Frau und unter Eid, keinen anderen anzusehen. Doch ein Händler besteht für seinen Stoff auf einen Kuss und beißt sie in die Wange. Sie will es ihrem Mann nicht sagen und verwickelt sich in Widersprüche. Er lässt sie packen, will sie töten lassen, auf Flehen der Alten wird sie nur bewusstlos geprügelt. Sie geht zu ihrer Schwester.
Der Kalif erfährt, dass ihr Mann sein Sohn ist, und erneuert die Ehe.

## Einordnung
Voran ging Die Geschichte der ersten Dame, der Hausherrin, der Kalif will den Grund für die Stocknarben wissen. Die Ifritin aus jenem Märchen bringt auch hier die Auflösung.